# Юко Ахола
Юко Ахола (англ. Jouko Ahola; нар. 1 грудня 1970) — фінський стронгмен, паверліфтер і актор кіно.

## Стронґмен
Перш за все, Юко відомий своїми перемогами на змаганнях Найсильніша Людина Світу у 1997 і 1999 роках. Зайняв друге місце в 1998 році. Окрім цього, він двічі перемагав на змаганнях «Найсильніша людина Європи» — у 1998 і 1999 роках; посів 4 місце в 1996 році. Також брав участь у командних змаганнях — Найсильніша команда стронгменів світу, і двічі вигравав у 1997 і 1999. У 1998 посів друге місце.
Також Юко встановив світовий рекорд з вправи ворота Геркулеса (45,7 сек, 197 кг)

## Кар'єра актора
Після закінчення кар'єри в богатирському спорті, він всерйоз зацікавився кіномистецтвом. На сьогоднішній день, його найвідоміші ролі в таких фільмах: «Царство небесне», «Поганий день для риболовлі», «Війна мертвих» і «Непереможний».
В 2001 році він знявся у фільмі Вернера Герцога «Непереможний», в якому грав роль відомого стронґмена Зіше Брейтбарта. У 2009 році він знову повернувся до ролі стронґмена — зіграв роль Альваро Брехнера у фільмі «Поганий день для риболовлі». Фільм був представлений на Канському кінофестивалі.
З'явився у серіалі The Dudesons («Гарячі фінські хлопці», «Дьюдсони»).
У 2013 році він з'являється у серіалі «Вікінги».

## Фільмографія
- Непереможний (2001)
- Царство Небесне (2005)

- Поганий день для риболовлі (2009)
- Війна мертвих (2011)
- Вікінги (2013)

## Різне
- Він вважає Арнольда Шварценеґґера прикладом для наслідування.
- Його прізвисьоко «Джоккі»